# Acanthemblemaria maria
Acanthemblemaria maria es una especie de pez del género Acanthemblemaria, familia Chaenopsidae. Fue descrita científicamente por Böhlke en 1961.
Se distribuye por el Atlántico Centro-Occidental: Bahamas a Tobago. La longitud total (TL) es de 5,1 centímetros. Habita en arrecifes.
Está clasificada como una especie marina inofensiva para el ser humano.